# Cutaneotrichosporon cutaneum
Cutaneotrichosporon cutaneum (Beurm., Gougerot & Vaucher bis) Xin Zhan Liu, F.Y. Bai, M. Groenew. & Boekhout – gatunek mikroskopijnych grzybów podstawkowych z rzędu Trichosporonales. Jest grzybem glebowym, ale czasami także chorobotwórczym, wywołującym powierzchowne infekcje skóry, zwłaszcza grzybicę paznokci.

## Systematyka i nazewnictwo
Pozycja w klasyfikacji według Index Fungorum: Trichosporon, Trichosporonaceae, Trichosporonales, Incertae sedis, Tremellomycetes, Agaricomycotina, Basidiomycota, Fungi.
Po raz pierwszy opisali go w 1910 r. Beurm., Gougerot i Vaucher bis, nadając mu nazwę Oidium cutaneum. W 1926 r. przeniesiono go do rodzaju Trichosporon, później wraz z pojawieniem się sekwencjonowania DNA okazało się, że między gatunkami tego rodzaju są duże różnice i wiele z nich zostało przeniesione do innych rodzajów. W 2015 r. Xin Zhan Liu, F.Y. Bai, M. Groenew. i Boekhout przenieśli C. cutaneum do nowo utworzonego rodzaju Cutaneotrichosporon. Gatunek ten ma jeszcze ponad 40 innych synonimów.

## Morfologia i rozwój
C. cutaneum należy do drożdży podstawkowych o własnościach dymorficznych; może tworzyć zarówno formy drożdżoopodobne, jak i formy strzępkowe. Kolonie są kremowe, mózgowate, nagie, z promienistymi bruzdami i nieregularnymi fałdami. W kulturach pierwotnych licznie występują formy drożdżowe w postaci blastospor, w starszych kulturach rozwijają się formy strzępkowe. Na przegrodach strzępek powstają artrokonidia o kształcie od cylindrycznego do elipsoidalnego. Appressoriów brak.
Gatunek ten asymiluje wiele cukrów, istotne przy identyfikacji gatunku metodami fizjologicznymi jest to, że asymiluje melibiozę; nie toleruje 0,1% (zmienna tolerancja do 0,01%) cykloheksymidu. Brak wzrostu w 32 °C.

## Znaczenie
Izolowany jest głównie z gleby i wody. W Polsce podano wiele jego stanowisk. Czasami jednak może powodować powierzchowne infekcje skóry. W przypadku infekcji paznokci jest najczęściej izolowanym gatunkiem z rodzaju Cutaneotrichosporon (dawniej Trichosporon). W badaniach przeprowadzonych w Meksyku w grupach pacjentów z grzybicą paznokci grzyby z rodzaju Trichosporon izolowano u 2,81–42,8% chorych (najwięcej przypadków, bo 61,4% powodował Trichophyton rubrum).